# Astiphromma simplex
Astiphromma simplex är en stekelart som först beskrevs av Thomson 1886.  Astiphromma simplex ingår i släktet Astiphromma och familjen brokparasitsteklar. Arten är reproducerande i Sverige. Inga underarter finns listade.